# Чемпионат мира по спидкубингу 2007
Чемпионат мира по спидкубингу 2007 года — спортивное соревнование по спидкубингу, прошедшее 5-7 ноября 2007 года в Будапеште. В нём приняли участие 214 спортсменов из 32 стран, в том числе 65 представителей страны-хозяйки. Будучи четвёртым по счёту, он впервые в истории проводился в том же городе, что и раньше — в 1982 году в Будапеште состоялся первый чемпионат мира по этому виду спорта — и был приурочен к 25-летию того события.
Спортсмены состязались в 17 дисциплинах. По сравнению с предыдущим чемпионатом были введены 2 дисциплины. Пираминкс (пирамидка Мефферта) ранее присутствовал на ЧМ-2003, однако в 2005 году не был включён в программу состязаний из-за упущения при кодификации правил спидкубинга. Мульти-блайнд — сборка нескольких кубиков Рубика вслепую на время — являлся полностью новой дисциплиной.
Турнир вызвал большой интерес СМИ со всего мира. Журналисты и представители спортивной общественности в разных странах восхищались достижениями своих спортсменов, собиравших головоломки за считанные секунды, и описывали соревнование как «битву за корону Рубика» — по аналогии с шахматной короной. Однако чемпионат не обошёлся без жульничества: в 2008 году было установлено, что один из спортсменов выглядывал из-под повязки во время сборки вслепую; его результаты были аннулированы.

## Организация
Местом проведения чемпионата был выбран Будапештский конгресс-центр (Novotel Budapest Congress). Зоной соревнований были 3 помещения — большая и малая театральные сцены и зал для длительных дисциплин. В «рыночной зоне» конгресс-центра велась регистрация участников, фотосессии и продажа сувениров. Церемония награждения призёров и закрытия чемпионата проводилась на большой сцене. Соревнования в главном помещении транслировались на экраны, установленные в общих помещениях объекта.
Почётным гостем мероприятия был изобретатель Эрнё Рубик, который за полгода до чемпионата был награждён премией имени Кошута. Он высоко оценил организацию соревнований, которые прошли без проблем, и был доволен тем, что многие молодые люди соревнуются в интеллектуальном виде спорта.
В отличие от прошлого чемпионата, были разрешены головоломки любых производителей, кроме незаконных копий и подделок под бренд Rubik’s. Существовало опасение, что компания Seven Towns, правообладатель бренда Rubik’s, запретит использование на чемпионате головоломок от других производителей, однако под давлением WCA она отказалась от претензий, и с мая 2007 года использование продукции любых брендов было разрешено на всех соревнованиях.
Общий призовой фонд чемпионата составлял 20000 €, из них наивысший приз — 5000 € — получал чемпион в дисциплине «куб 3×3×3». Кроме того, все призёры получили трофей (медаль) и сертификат. Как и в 2005 году, победители в таких дисциплинах как мегаминкс, пираминкс, часы Рубика, скваер-1, магия Рубика и мастер-магия, не получали денежных призов.

## Регламент
Соревнования проводились по правилам WCA в версии от 1 февраля 2007 года — они к этому моменту уже устоялись в ключевых принципах и приобрели современную структуру. Основными отличиями от предыдущего чемпионата мира стали новые дисциплины, допустимость головоломок любых брендов, а также ввод современной методики определения зачётного результата (Ao5 — среднее усечённое из 5 попыток) в финалах дисциплин 4×4×4, 5×5×5, 3×3×3 одной рукой, часы Рубика и скваер-1.

### Квалификация
Для отбора на чемпионат мира спортсмен должен был показать в предыдущих официальных соревнованиях квалификационный результат:
- куб 2х2х2, пираминкс, часы Рубика, магия Рубика, мастер-магия — 30 секунд;
- куб 3х3х3 одной рукой — 1:30 минуты;
- скваер-1 — 2 минуты;
- куб 3х3х3, куб 4х4х4 — 2:30 минуты;
- куб 5х5х5, мегаминкс, куб 3х3х3 ногами — 4 минуты;
- куб 3х3х3 вслепую — 10 минут;
- куб 4х4х4 вслепую — 45 минут;
- куб 5х5х5 вслепую — 90 минут;
- мульти-блайнд, куб 3х3х3 на число ходов — без отбора[12].

При этом если спортсмен, желающий соревноваться в сборке 3х3х3, 4х4х4, 5х5х5, 3х3х3 вслепую или 3х3х3 одной рукой, на момент регистрации не входил в топ-50 мирового рейтинга WCA, он должен был принять участие в квалификационном раунде соревнований.

### Учёт результатов
Все результаты были внесены в базу данных WCA. Однако в 2008 году порядок ранжирования результатов в дисциплине «мульти-блайнд» был пересмотрен, и в базе данных был создан дополнительный раздел «мульти-блайнд по старым правилам», в который и были перенесены результаты всех соревнований 2007 года в этой дисциплине. Из 27 участников чемпионата мира, состязавшихся в мульти-блайнде, лишь 13 были внесены в раздел базы данных по современным правилам этой дисциплины, поскольку результат остальных спортсменов по ним составляет DNF.

## Результаты

### Общая таблица победителей и призёров во всех дисциплинах
| Дисциплина               | Первое место              | Второе место     | Третье место    | Всего участников |
| ------------------------ | ------------------------- | ---------------- | --------------- | ---------------- |
| Куб 2×2×2                | Лукаш Сялон               | Милан Батиц      | Матьяш Кути     | 104              |
| Куб 3×3×3                | Ю Накадзима               | Эндрю Кан        | Мицуки Гундзи   | 205              |
| Куб 4×4×4                | Матьяш Кути               | Милан Батиц      | Эрик Аккерсдейк | 91               |
| Куб 5×5×5                | Матьяш Кути               | Фредерик Бади    | Такаюки Оокуса  | 55               |
| Куб 3×3×3 вслепую        | Рафаль Гуцевич            | Сётаро Макидзуми | Тайсон Мао      | 58               |
| Куб 4×4×4 вслепую        | Крис Хардвик              | Дрор Фомберг     | Юму Табути      | 10               |
| Куб 5×5×5 вслепую        | Бернетт Орландо           | -                | -               | 9                |
| Куб 3×3×3 ногами         | Ансси Ванхала             | Эрик Аккерсдейк  | Оливер Вольфф   | 13               |
| Куб 3×3×3 одной рукой    | Райан Патрисио            | Милан Батиц      | Дэн Дзоан       | 88               |
| Куб 3×3×3 на число ходов | Збигнев Зборовский        | Пётр Козка       | Юму Табути      | 30               |
| Мульти-блайнд            | Рафаль Гуцевич            | Бернетт Орландо  | Синпей Араки    | 27               |
| Часы Рубика              | Эрнесто Фернандес Регейра | Мицуки Гундзи    | Матьяш Кути     | 42               |
| Пираминкс                | Григорий Лучина           | Пётр Козка       | Матьяш Кути     | 44               |
| Мегаминкс                | Эрик Аккерсдейк           | Штефан Похманн   | Штефан Лапицкий | 25               |
| Скваер-1                 | Григорий Прусак           | Ларс Ванденберг  | Михаил Робачик  | 26               |
| Магия Рубика             | Роберт Эркеньи            | Матьяш Кути      | Тим Рейнольдс   | 61               |
| Мастер-магия             | Мате Хорват               | Матьяш Кути      | Балинт Хорват   | 37               |

### Результаты финала дисциплины куб 3×3×3
| Место | Спортсмен        | Страна     | Зачётное время | Попытки | Попытки | Попытки | Попытки | Попытки |
| Место | Спортсмен        | Страна     | Зачётное время | 1       | 2       | 3       | 4       | 5       |
| ----- | ---------------- | ---------- | -------------- | ------- | ------- | ------- | ------- | ------- |
| 1     | Ю Накадзима      | Япония     | 12,46          | (11,50) | 13,43   | (14,38) | 12,16   | 11,78   |
| 2     | Эндрю Кан        | США        | 13,05          | (15,33) | 15,18   | 11,90   | (10,88) | 12,06   |
| 3     | Мицуки Гундзи    | Япония     | 13,05          | 12,66   | (16,50) | (12,41) | 12,61   | 13,88   |
| 4     | Жан Понс         | Франция    | 13,18          | (12,13) | 13,16   | (16,02) | 13,73   | 12,65   |
| 5     | Эдуард Шамбон    | Франция    | 13,34          | 12,77   | 13,69   | 13,55   | (12,50) | (14,46) |
| 6     | Джоэль ван Ноорт | Нидерланды | 13,39          | 13,08   | (12,27) | 13,02   | (14,11) | 14,06   |
| 7     | Сётаро Макидзуми | Япония     | 13,47          | (11,31) | (14,84) | 14,13   | 13,44   | 12,85   |
| 8     | Харрис Чан       | Канада     | 13,67          | (11,93) | (15,50) | 15,06   | 13,52   | 12,44   |
| 9     | Милан Батиц      | Венгрия    | 13,67          | (18,38) | (12,08) | 13,15   | 13,83   | 14,03   |
| 10    | Тибо Жакино      | Франция    | 14,24          | (16,16) | 15,93   | 13,15   | 13,65   | (11,97) |
| 11    | Ансси Ванхала    | Финляндия  | 14,50          | 14,05   | 13,43   | (13,34) | 16,02   | (25,75) |
| 12    | Райан Патрисио   | США        | 14,51          | 15,15   | (12,36) | 14,27   | 14,11   | (16,03) |
| 13    | Тобиас Мао       | США        | 14,62          | 14,59   | 15,43   | (19,55) | (13,09) | 13,83   |
| 14    | Юму Табути       | Япония     | 14,78          | (11,00) | 14,63   | 14,54   | (15,28) | 15,16   |
| 15    | Пётр Козка       | Польша     | 15,38          | 16,52   | 15,96   | (13,03) | (16,96) | 13,67   |
| 16    | Ларс Ванденберг  | Бельгия    | 16,51          | (19,46) | 15,40   | 19,21   | (13,66) | 14,93   |

### Жульничество в сборке вслепую
В феврале 2008 года на официальном форуме Всемирной федерации кубика было объявлено о шулерстве венгерского спортсмена Матьяша Кути в ходе его участия в соревнованиях по сборке кубика вслепую. Ранее такие подозрения в отношении него высказывались неофициально некоторыми спидкуберами из-за его выдающихся результатов (так, на чемпионате 2007 года он установил мировой рекорд, а на разных соревнованиях сделал 77 успешных сборок без единого DNF), однако подтверждений этому не было. На Открытом чемпионате Бельгии 2008 года было введено дополнительное правило: во время сборок вслепую судья держит между лицом спортсмена и головоломкой лист бумаги; обнаружилось, что Матьяш испытывает затруднения в таких условиях. Началось разбирательство, и при анализе видеозаписей было замечено, что он, вероятно, подглядывает из-под повязки. Самым веским доказательством стал случай, когда он допустил ошибку при сборке, однако вместо того чтобы сделать обратные движения, начал решать головоломку с нуля и успешно её собрал, что при настоящей сборке вслепую было бы невозможно. Матьяш Кути был дисквалифицирован на 3 года и впоследствии в соревнованиях по спидкубингу не участвовал, а все его результаты в дисциплинах 3х3х3 вслепую, 4х4х4 вслепую, 5х5х5 вслепую и мульти-блайнд были аннулированы и приравнены к DNF.
Этот инцидент привёл к тому, что в 2008 году в правила спидкубинга был внесён пункт B4c, согласно которому, помимо повязки на глаза, между лицом спортсмена и головоломкой во время сборки должен находиться непрозрачный объект, либо головоломка должна находиться вне поля зрения спортсмена (например, за спиной).